# F́
Cette page contient des caractères spéciaux ou non latins. S’ils s’affichent mal (▯, ?, etc.), consultez la page d’aide Unicode.
F́ (minuscule : f́), ou F accent aigu, est un graphème utilisé dans l’écriture du võro. Il a aussi été utilisé dans l’écriture du bas sorabe. Il s’agit de la lettre F diacritée d’un accent aigu.

## Utilisation
En võro, ‹ f́ › représente le même son que la lettre F /f/, et l’accent aigu indique la palatalisation, donnant /fʲ/.
En bas sorabe, ‹ f́ › a été utilisé aux XIXe et XXe siècles autant avec l’écriture Fraktur qu’avec l’antiqua, par exemple dans le dictionnaire allemand-sorabe de Johann Ernst Schmaler publié en 1843.

## Représentations informatiques
Le F accent aigu peut être représenté avec les caractères Unicode suivants :
- décomposé (latin de base, diacritiques) :

| formes    | représentations | chaînes de caractères | points de code | descriptions                                      |
| --------- | --------------- | --------------------- | -------------- | ------------------------------------------------- |
| capitale  | F́               | F◌́                    | U+0046 U+0301  | lettre majuscule latine f diacritique accent aigu |
| minuscule | f́               | f◌́                    | U+0066 U+0301  | lettre minuscule latine f diacritique accent aigu |